# Miwa Yoshida
Pour les articles homonymes, voir Yoshida.
Miwa Yoshida (吉田 美和, Yoshida Miwa, née le 6 mai 1965 à Ikeda, Hokkaidō, Japon) est une chanteuse japonaise, membre du trio puis duo Dreams Come True, avec lequel elle débute en 1988. Elle sort également quelques disques en solo en parallèle.

## Discographie

### Albums
- Beauty and Harmony (sorti le 18 décembre 1995)
- Beauty and Harmony 2' (sorti le 6 mai 2003)

### Singles
- 涙の万華鏡 -m.yo mix- (sorti le 6 mai 2003)

## Liens
- Dreams Come True: Site officiel